# 니로사우루스

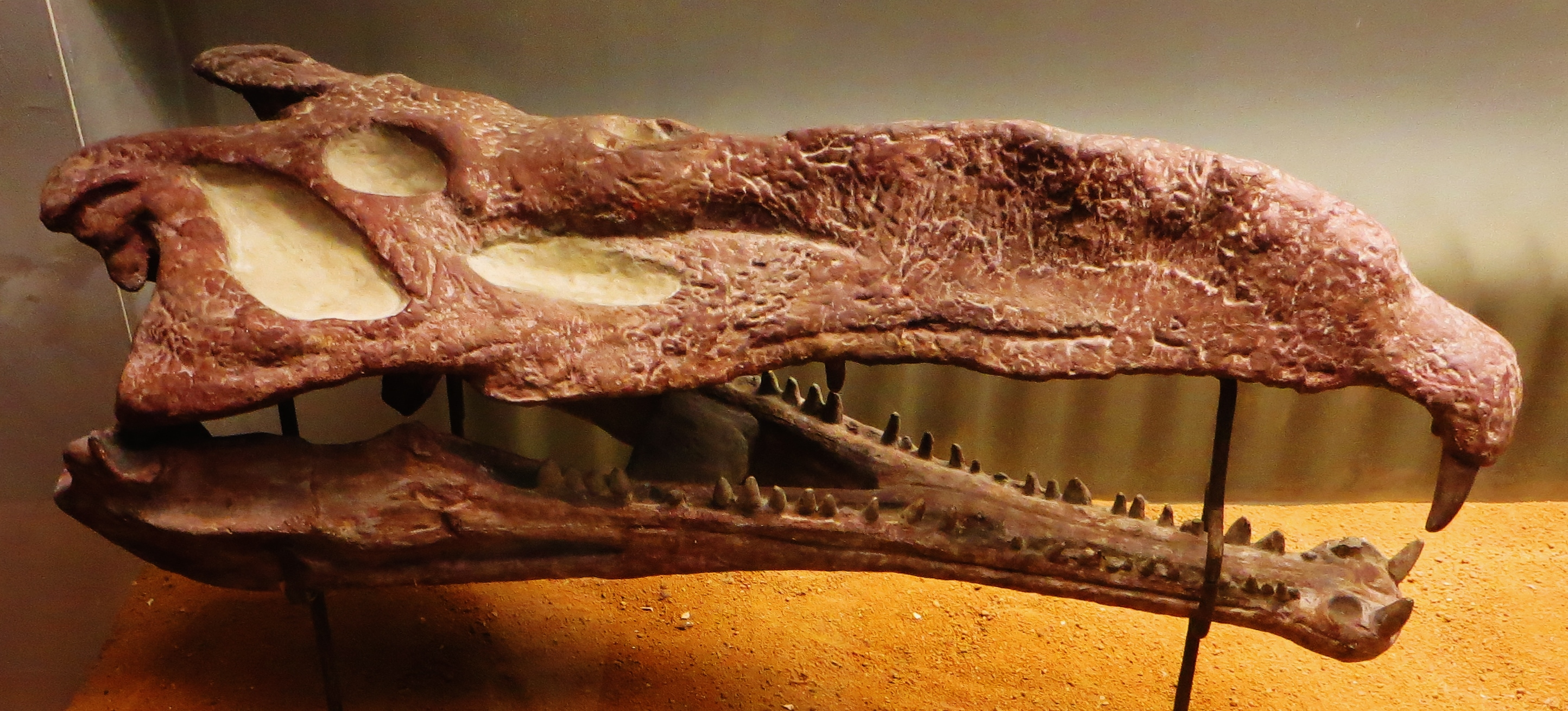

니로사우루스(Nicrosaurus kapffi)는 악어목 피토사우루스과에 속하는 악어이다. 지금은 멸종된 악어로 몸길이가 4~7m인 거대한 악어에 속한다.

## 특징
니로사우루스는 현대의 악어와 매우 유사하지만 콧구멍의 위치에서 차이점이 있다. 니로사우루스의 해부학적 특징은 두개골 지붕 수준의 외부 나어, 도르소벤토리 압축 및 둥근 후방 스쿼모그 과정, 넓고 무거운 로스트럼 및 강한 전문 문장이다. 니로사우루스는 다른 식물성 식물사우루스보다 더 많은 지상파였을 지도 모른다. 한계 락서스트리인 또는 완전히 지상파 설정에서 발생하는 이 뼈는 다른 식물성보다 더 긴 사지 뼈, 스트레이트 대퇴골 및 더 깊은 골반을 지니고 있다. 비정상적으로 깊은 위턱과 이종동 이빨과 결합, 그것은 아마도 세베시안과 같은 지상파 악어에서 매우 유사하였고 아마도 두 번째로 지상파 육식 동물이었다. 두개골 밑면, 슈투트가르트와 니로사우루스 찌그러짐은 이종성이 매우 높으며 이빨의 모양은 넓고 측면적으로 압축된 블레이드 치아에서 원통형, 재곡선된 개 니폼 치아에 이르기까지 다양하다. 턱 형태학의 관점에서, 전체 전 문장은 니로사우루스 카프피에대한 독특한 해부학 적 특징이다. 상부턱과 하부 턱 모두에서, 치열골은 5개의 형태학적으로 분리된 치아 배열을 가지고 있다. 주마 세트, 프리맥질라 세트, 맥실라 세트, 하악한 세트, 그리고 덴타트 세트이다. 주악의 팁과 하악한 세트를 제외하고, 이러한 모든 세트에서 후방으로 이동, 이빨의 형태는 상대적으로 간단하고 미분화 점차적으로 변화 시작, 모르포칼의 결과로. 상부 치열은 삼자으로 간주된다. 니로사우루스 카프피(Nicrosaurus kapffi)에 세워진 프리맥실라의 앞쪽 이빨 또는 카리나에가 확대되고 강하게 구부러져 있다. 이들은 일반적으로 위턱의 가장 큰 이빨이다. 이 세트의 다른 전방 치아의 대부분은 맥시라뿐만 아니라 서로 구별하기가 어렵다. 프리맥실라의 앞쪽 이빨은 단단히 고정되고 음순으로 아치형으로 고정되어 있다. 이빨 위치의 수는 프리맥질라 세트에 매우 가변적이다. 그러나 어떤 연구 결과는 이빨의 수와 두개골 크기 사이 직접적인 상관 관계가 있다는 것을 표시하지 않는다. 이빨은 일반적으로 40-45 명의 멤버로 구성된다. 프리막실라의 삼자 고상질, 확대 카리네 및 프리맥시야의 강력한 터미널 구성원은 니로사우루스 카프피 및 다른 많은 식물성의 먹이 섭취가 강하고 또한 육식성의 먹이를 사냥할 때는 빠른 타격으로 그러한 먹이를 죽인 후 큰 크기의 먹이로 절단 매체에 적응 될 수 있음을 시사한다. 일반적으로 니로사우루스는 현존하는 악어와 비슷한 거대한 주아웃을 가지고 있으며 이는 물고기 대신 테트라포드를 먹였다는 것을 시사한다. 독특한 포스트 두개골 기능의 기능을 가지고 있으며 모든 유래가 된다. 식물성 먹이에는 후방으로 길게 하는 블레이드와 길이가 짧은 전방 공정이 특징인 일륨이 있다. 그러나 모든 식물성 에비사우루스 카프피의 일륨은 에리스로수쿠스 아프리카누스와 유사하게 도소 환기가 길어졌다. 신장 때문에 아세타불룸은 또한 그밖 식물성 에 비해 더 길다. 렙토수쿠스에 비해 두개골과 이시움 사이의 각도도 더 크다. 니로사우루스에서는 상완골이 평평해지는 근위가 있다. 반 수생 또는 지상자연인 악어 중에 하나이며 두개골의 측면 보기와 슈투트가르트는 현대 악어와 닮았기 때문에 처음에는 식물성 식물성 동물도 반 수생 동물이라고 생각했다. 날씬한 턱은 물고기를 포함하는 식단을 더 제안했다. 이전 연구는 더 거대한 니로사우루스나 또한 물 또는 스트림과 연못의 양서류 근처 온 큰 토지 파충류로 구성된 다이어트를 했을 수 있다고 설명했다.식물성 먹이에 관해서 생태에 대한 대부분의 추론은 현대 악어와 비교된다. 그러나 식물성 먹이 내에 제네라 또한 다른 생태 환경 설정을 했을 수 있다. 니로사우루스와 미트리수쿠스의 경우는 2가지가 주미의 모양이라는 가장 큰 특징이다. 후자는 이중 상고가 있는 날씬한 두개골을 가지고 있었고 물고기와 작은 테트라포드의 식단을 제안했으며, 전자는 삼자 고상이있는 거대한 두개골을 가지고 있었고, 먹이가 더 큰 동물이었다는 것을 시사했다. 니로사우루스와 미슈트리오쿠스는 홍수 범람석 진흙 돌로 분리된 아르코시 모래석에서 1, 2번 스비칸슈타인에서 모두 회복되었으며, 민물 강 서식지에서 홍수 사건이 발생했을 때 모두 매장되었다. 두 제네라는 중부 유럽에서 거의 동시에 나타났다. 또한, 니로사우루스도 라슈트린 사암, 브레시아와 재작업 고환을 가진 공중 노출 비행기, 육상 및 늪에 사는 라이프 스타일 가능성이 보이기 때문이다. 사용 가능한 두개골 후 뼈에 대한 최근의 분석은 니코사우루스가 주로 지상파라는 개념을 더 뒷받침하는 결과를 제공했다. 니로사우루스의 일루움과 대퇴골은 오늘날의 악어와 같은 반 수생 아코스사우르스와 비교할 때 아코스사우르스와 비슷하다. 유사점은 니로사우루스가 종종 지상유기체와 관련된 좀 더 직립적인 걷기 스타일을 가질 수 있었다는 것을 시사한다. 식물성 먹이를 연구하는 마이크로웨어 패턴에 대한 연구에 따르면 니로사우루스는 여러 무척추 동물로 이루어진 육식성 먹이와 함께 식물성 먹이도 즐겨먹는 편이었다. 또한 레돈다사우루스와도 가까운 근연 관계에 있는 악어 중에 하나이다. 먹이로는 당대에 서식했던 물고기. 갑각류, 작은 공룡과 같은 육식성의 먹이와 양치식물과 같은 식물성의 먹이도 모두 섭식하는 잡식성의 악어로 추정되는 종이다.

## 생존시기와 서식지와 화석의 발견
니로사우루스가 서식하던 시기는 중생대의 트라이아스기 후기로 지금으로부터 2억년전~1억 8천만년전에 서식했던 악어이다. 생존했던 시기에는 유럽과 북아메리카를 중심으로 하는 강과 호수를 중심으로 서식했던 종이다. 화석의 발견은 1866년에 유럽의 트라이아스기에 형성된 지층에서 독일의 고생물학자인 에버하르트 프라스에 의하여 처음으로 발견이 되어 새롭게 명명이 된 종이다.

## 같이 보기
- 악어
- 중생대
- 트라이아스기
- 파충류
- 화석